# Habib Diarra
Pour les articles homonymes, voir Diarra.
Habib Diarra, né le 3 janvier 2004 à Guédiawaye au Sénégal, est un footballeur international sénégalais qui évolue au poste de milieu central au Sunderland AFC.

## Biographie

### En club
Né le 3 janvier 2004 à Guédiawaye au Sénégal, Habib Diarra est formé en France. Il commence au FC Mulhouse et intègre, après l'année des U13, le Pôle Espoirs FFF du Grand Est, basé à Nancy, tout en continuant à jouer au FCM. Remarqué au Pôle Espoirs et dans son club par différents équipes professionnelles, il décide d'intégrer le centre de formation du RC Strasbourg en U15 et signe son premier contrat professionnel le 1er juillet 2021dans le club alsacien. 
Il joue son premier match en professionnel le 17 octobre 2021, à l'occasion d'une rencontre de Ligue 1 face à l'AS Saint-Étienne. Il entre en jeu à la place de Ibrahima Sissoko et son équipe s'impose par cinq buts à un,.
Le 21 juillet 2022, Diarra prolonge son contrat avec le Racing jusqu'en juin 2027,.
Le 16 avril 2023, Diarra marque son premier but professionnel en Ligue 1 lors de la 31ème journée de la saison 2022-2023, à la 71ème minute du match face à l'AC Ajaccio, moins de 10 minutes après être entré en jeu.
Le 23 novembre 2023, le RC Strasbourg annonce l'extension d'un an du contrat de Diarra qui se termine désormais en juin 2028.

### En équipe nationale
Il représente la France en équipe de jeunes. Il joue son premier match avec les moins de 18 ans en septembre 2021 et marque son premier but contre les Pays-Bas le 26 mars 2022 (victoire 2-1 de la France).
Le 31 août 2023, Habib Diarra est convoqué pour la première fois avec l'équipe de France espoirs par le sélectionneur Thierry Henry. Il joue son premier match avec les bleuets lors de ce rassemblement, le 7 septembre 2023, contre le Danemark. Il entre en jeu à la place de Quentin Merlin et son équipe s'impose par quatre buts à un,,.
En mars 2024, il décide de rejoindre l'équipe nationale du Sénégal U23.

## Statistiques
| Saison                | Club                      | Championnat           | Championnat | Championnat | Championnat | Coupe(s) nationale(s) | Coupe(s) nationale(s) | Coupe(s) nationale(s) | Compétition(s) continentale(s) | Compétition(s) continentale(s) | Compétition(s) continentale(s) | Compétition(s) continentale(s) | Total | Total | Total |
| Saison                | Club                      | Division              | M.          | B.          | P.d.        | M.                    | B.                    | P.d.                  | Comp.                          | M.                             | B.                             | P.d.                           | M.    | B.    | P.d.  |
| 2021-2022             | Racing Club de Strasbourg | Ligue 1               | 4           | 0           | 0           | -                     | -                     | -                     | -                              | -                              | -                              | -                              | 4     | 0     | 0     |
| 2022-2023             | Racing Club de Strasbourg | Ligue 1               | 29          | 3           | 2           | 1                     | 0                     | 0                     | -                              | -                              | -                              | -                              | 30    | 3     | 2     |
| 2023-2024             | Racing Club de Strasbourg | Ligue 1               | 31          | 3           | 1           | 4                     | 1                     | 0                     | -                              | -                              | -                              | -                              | 35    | 4     | 1     |
| 2024-2025             | Racing Club de Strasbourg | Ligue 1               | 30          | 4           | 5           | 3                     | 0                     | 0                     | -                              | -                              | -                              | -                              | 33    | 4     | 5     |
| Total sur la carrière | Total sur la carrière     | Total sur la carrière | 94          | 10          | 8           | 8                     | 1                     | 0                     | -                              | 0                              | 0                              | 0                              | 102   | 11    | 8     |

### En sélection nationale
| Saison                | Sélection             | Phases finales        | Phases finales | Phases finales | Éliminatoires | Éliminatoires | Matchs amicaux | Matchs amicaux | Total | Total |
| Saison                | Sélection             | Compétition           | M              | B              | M             | B             | M              | B              | M     | B     |
| --------------------- | --------------------- | --------------------- | -------------- | -------------- | ------------- | ------------- | -------------- | -------------- | ----- | ----- |
| 2023-2024             | Sénégal               | -                     | -              | -              | 2             | 0             | 2              | 0              | 4     | 0     |
| 2024-2025             | Sénégal               | -                     | -              | -              | 6             | 3             | 1              | 1              | 7     | 4     |
| Total sur la carrière | Total sur la carrière | Total sur la carrière | -              | -              | 8             | 3             | 3              | 1              | 11    | 4     |